# André Vandeweyer
André Vandeweyer (Tienen, 1909. június 21. – 1992. október 22.), belga válogatott labdarúgókapus, edző.
A belga válogatott tagjaként részt vett az 1934-es és az 1938-as világbajnokságon.

## Sikerei, díjai
Union Saint-Gilloise
- Belga bajnok (3): 1932–33, 1933–34, 1934–35

## Külső hivatkozások
- André Vandeweyer adatlapja – eu-football.info
- André Vandeweyer – a FIFA adatbázisában